# Hierodula robusta
Hierodula robusta är en bönsyrseart som beskrevs av Henri Saussure 1871. Hierodula robusta ingår i släktet Hierodula och familjen Mantidae. Inga underarter finns listade i Catalogue of Life.